# Triângulo de deformação constante
Em análise numérica, o triângulo de deformação constante (em inglês:  constant strain triangle), também conhecido como elemento CST ou elemento T3, é um tipo de elemento usado no método dos elementos finitos (MEF) que é usado para aproximar a solução em domínios bidimensionais (2D) da solução exata de um dado sistema de equações diferenciais.
A denominação deste elemento reflete como as derivadas parciais das funções de forma deste elemento são funções constantes. Quando aplicado a problemas de Estado Plano de Tensão (EPT) e Estado Plano de Deformação (EPD), isto significa que a solução aproximada obtida para os campos de tensão e deformação são constantes em todo o domínio do elemento.
O elemento fornece uma aproximação para a solução exata de uma equação diferencial que é parametrizada em coordenadas baricêntricas.